# San Marco (Brioni)
San Marco (in croato Sveti Marko) è uno scoglio disabitato della Croazia e fa parte dell'arcipelago delle isole Brioni, lungo la costa istriana.
Amministrativamente appartiene all'istituzione pubblica del Parco nazionale di Brioni del comune di Pola, nella regione istriana.

## Geografia
Se non si considera la piccola secca affiorante di Cabula, San Marco è l'isola più settentrionale dell'arcipelago dei Brioni. Si trova 930 m a nordovest di Brioni Minore, 465 m a nord di Toronda e 420 m a nord-nordest di Gaza. È separato dalla terraferma dal canale di Fasana (Fažanski kanal) e, nel punto più ravvicinato (punta Grotta, rt Grota), dista da essa 4,53 km.
San Marco è uno scoglio rotondo, dal diametro di circa 100 m. Ha una superficie di 9293 m² e uno sviluppo costiero di 0,351 km. Al centro, raggiunge un'elevazione massima di 6,1 m s.l.m.

### Isole adiacenti
- Cabula[1][2] (Kabula)[6], piccola roccia affiorante situata 910 m a ovest-nordovest di San Marco su cui si trova un piccolo faro. (44°56′43″N 13°42′35″E)

### Cartografia
- (HR) Mappa topografica della Croazia 1:25000, su preglednik.arkod.hr.